# Independence Rock

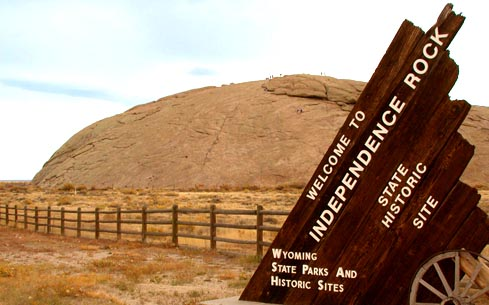
Independence Rock.

Independence Rock est un rocher de granit d'environ 36 mètres, situé au sud-ouest du comté de Natrona, dans le Wyoming, aux États-Unis. Situé sur la piste de l'Oregon et sur la piste des Mormons, ce lieu est classé à l'inventaire du National Historic Landmark depuis 1961.
Son intérêt historique vient du fait que dans les années 1850, les pionniers de passage y gravaient leur nom et parfois la date de leur passage.